# La Murta
La Murta (o Murta) és una partida del sud del terme municipal de Xaló, situada entre Benibrai i Masserof. El seu topònim sembla que prové de la planta murta o murtra (nom científic: Myrtus communis).

## Descripció física
Aquesta partida té un relleu molt accidentat, amb una altura mitjana sobre el nivell de la mar de 450 metres. El principal conreu de Murta és el de l'olivera i, en menor proporció, el de l'ametler. Murta compta amb uns treinta habitatges aïllats, reparti(s entre casetes de muntanya que, a diferència dels de Benibrai, no tenen riuraus i xalets de recent construcció on viuen residents estrangers.

## Vinculació entre Murta i Benibrai
Els llocs de Murta i Benibrai, localitzats a la històrica Vall de Xaló, estaven integrats en un senyoriu comú que pertanyia al novel·lista Joanot Martorell, que l'havia rebut per donació de madona Beatriu, la seua àvia paterna i l'esposa d'en Guillem, el fundador de la nissaga dels Martorell. Segons els historiadors Jesús Villalmanzo i Jaume J. Chiner, en Joanot era el net preferit de madona Beatriu perquè el va fer hereu universal dels seus béns.

## La mesquita de Murta
Per la documentació històrica se sap que al lloc de Murta hi havia una mesquita a mitjans del segle xv. A causa d'una qüestió de possessió jurídica sobre aquest lloc entre en Joanot Martorell, en la seua condició de senyor, i en Bertomeu Martí, com a arrendatari, els musulmans de Murta se n'havien anat per tal d'evitar el conflicte; per això, el dia 25 de juny de 1443, quan en Bertomeu Martí i el seu procurador, n'Antoni Torró, es van presentar a Murta, no van trobar cap habitador. Les portes de la mesquita eren obertes, però no hi havia ningú al seu interior.

## Cale Gal·ladí, habitador de Murta
Cale Gal·ladí formava part del grup de musulmans que, a instàncies d'un porter reial dit Joan Claver, es van congregar davant de la casa senyorial de Benibrai el dia dos de maig de 1442. Dels setze musulmans que s'hi van aplegar, tots -tret de Cale Gal·ladí- eren habitadors de Benibrai; circumstància que fa pensar que, dins del senyoriu Murta-Benibrai, aquest darrer lloc tenia més habitants que el de Murta.